# Langast
Langast (bretonisch: Lanwal) ist eine Ortschaft und eine ehemalige französische Gemeinde mit 565 Einwohnern (Stand 1. Januar 2022) im Département Côtes-d’Armor in der Region Bretagne. Sie gehörte zum Arrondissement Saint-Brieuc und zum Kanton Mûr-de-Bretagne.
Mit Wirkung vom 1. Januar 2019 wurden die ehemaligen Gemeinden Plouguenast und Langast zur Commune nouvelle Plouguenast-Langast zusammengelegt und haben in der neuen Gemeinde den Status einer Commune déléguée. Der Verwaltungssitz befindet sich im Ort Plouguenast.

## Geographie
Umgeben wird Langast von Plémy im Norden, von Plessala im Osten, von La Prénessaye im Süden und von Plouguenast im Westen.

## Bevölkerungsentwicklung
| 1962 | 1968 | 1975 | 1982 | 1990 | 1999 | 2008 | 2012 |
| 709  | 778  | 695  | 645  | 653  | 646  | 634  | 633  |

## Baudenkmäler
Siehe: Liste der Monuments historiques in Plouguenast-Langast